# Provinciale Wetgevende Macht van Gauteng
De Provinciale Wetgevende Macht van Gauteng (Engels: Gauteng Provincial Legislature; Afrikaans: Gauteng provinsiale wetgewer; Sotho: Kgotlapeomolao ya Porofense ya Gauteng; Xhosa: IPalamente yePhondo laseGauteng; Zoeloe: Isishayamthetho Sifundazwe SaseGauteng) is de volksvertegenwoordiging van de Zuid-Afrikaanse provincie Gauteng. Gauteng is de kleinste provincie van het land en beslaat slecht 1,5% van het grondgebied van de republiek, maar is het dichtstbevolkte deel van het land met meer dan een kwart van de bevolking. Dit komt omdat Gauteng bestaat uit de belangrijke steden Johannesburg, Pretoria, Midrand en Vanderbijlpark.
De Provinciale Wetgevende Macht telt 73 leden die voor vijf jaar worden gekozen (tegelijkertijd met de parlementsverkiezingen) via algemeen kiesrecht. De grootste partij in het parlement is het Afrikaans Nationaal Congres (ANC) met 37 zetels. De partij beschikt daarmee over een nipte meerderheid. De oppositie wordt gevormd door een vijftal partijen waarvan de Democratische Alliantie (DA) met 20 zetels en de Economische Vrijheidsstrijders (EFF) met 11 zetels de voornaamste zijn. Voorzitter van het parlement is Ntombi Lentheng Mekgwe (ANC), een functie die zij sinds 2014 vervuld. Uit het midden van de Provinciale Wetgevende Vergadering wordt een premier gekozen die een regering (Uitvoerende Raad) vormt bestaande uit leden van de Provinciale Wetgevende Vergadering.
De Provinciale Wetgevende Macht van Gauteng is gevestigd in de Johannesburg City Hall, City Hall Street, Johannesburg. Dit gebouw in Edwardiaanse architectuur werd in de periode 1912-1914 gebouwd. Het ontwerp is van de architectenbureau Hawke and MacKinley.

## Zetelverdeling

Zetelverdeling na de verkiezingen van 2019.

## Lijst van voorzitters
| Naam                   | Begin termijn | Einde termijn | Partij |
| ---------------------- | ------------- | ------------- | ------ |
| Trevor Fowler          | 1994          | 1999          | ANC    |
| Firos Cachalia         | 1999          | 2004          | ANC    |
| Richard Mdakane        | 2004          | 2009          | ANC    |
| Lindiwe Maseko         | 2009          | 2014          | ANC    |
| Ntombi Lentheng Mekgwe | 2014          | heden         | ANC    |